# Малык, Фома Васильевич
Фома Васильевич Малык (1903—1943) — гвардии старший лейтенант Рабоче-крестьянской Красной Армии, участник Великой Отечественной войны, Герой Советского Союза (1943).

## Биография
Фома Малык родился 6 октября 1903 года в селе Бондуровка (ныне — Немировский район Винницкой области Украины). В 1923—1925 годах проходил службу в Рабоче-крестьянской Красной Армии. Окончил Днепропетровский строительный техникум, после чего работал сначала на стройке Днепрогэса, затем инженером-строителем в Днепропетровске. В июне 1941 года Малык был призван на службу в Рабоче-крестьянскую Красную Армию и направлен на фронт Великой Отечественной войны.
К октябрю 1943 года гвардии старший лейтенант Фома Малык командовал ротой 62-го отдельного  гвардейского сапёрного батальона 3-го гвардейского механизированного корпуса 47-й армии Воронежского фронта. Отличился во время битвы за Днепр. 3 октября 1943 года рота Малыка успешно обеспечила переправу большого количества подразделений корпуса, а также боевой техники и боеприпасов на плацдарм на западном берегу Днепра в районе города Канева Черкасской области Украинской ССР. 8 октября 1943 года Малык погиб в бою. Похоронен в братской могиле в селе Лепляво Каневского района.
Указом Президиума Верховного Совета СССР от 25 октября 1943 года за «образцовое выполнение боевых заданий командования на фронте борьбы с немецкими захватчиками и проявленные при этом мужество и героизм» гвардии старший лейтенант Фома Малык посмертно был удостоен высокого звания Героя Советского Союза. Также был награждён орденами Ленина и Красной Звезды, рядом медалей.

## Память
В честь Малыка названы улицы в Каневе и Запорожье.